# هازال شمول
هازال مارجريت شمول (بالإنجليزية: Hazel Marguerite Schmoll)‏ (1890-1990) هي كانت عالمة نباتات امريكيا، وأول من أجرى دراسة منهجية لحياة النبات في جنوب غرب كولورادو. كما إنها كانت أول امرأة تحصل على دكتوراه في علم النبات من جامعة شيكاغو. تم إدخلها في قاعة مشاهير كولورادو للنساء في عام 1985.

## النشأة والتعليم
ولدت هازال مارجريت شمول في كابينة أبله في مكاليستر، كانساس,في 23 أغسطس 1890, إلى ويليام وأميليا شمول. انتقلت الأسرة إلى وارد ، كولورادو, عندما كانت في الثانية، حيث أسس والدها إسطبل لتأجير الخيول. أظهرت شمول اهتمامًا مبكرًا بمعرفة الزهور البرية وأمضت الكثير من الوقت في تجوال المنطقة على ظهور الخيل وتجمع العينات وتقطف التوت. وصفت طفولتها في وارد بأنها مثالية وأبقت على اتصال دائم بالمدينة، التي تقلصت إلى أقل من اثني عشر من السكان في الأربعينيات قبل أن تنتعش في الستينيات.
حضرت شمول في مدرسة وارد حتى الصف الثامن، تليها المدرسة الإعدادية الحكومية في بولدر(تجسيد سابق لمدرسة بولدر الثانوية). ثم ذهبت إلى جامعة كولورادو, تخرجت منها عام 1913 بدرجة البكالوريوس في علم الأحياء. درست لمدة أربع سنوات (1913-1917) في كلية فاسار,أولاً في قسم الأحياء ثم في قسم علم النبات. كانت أول خريجة من جامعة كولورادو يتم تعيينه من قبل فاسار. قادمة من الدولة التي كانت أول من منح النساء حق التصويت كانت نشطة في تعزيز قضية حق المرأة في الاقتراع في الحرم الجامعي.
اكتشفت أنها ستحتاج إلى درجة متقدمة إذا كانت ترغب في مواصلة التدريس في فاسار، التحقت بجامعة شيكاغو للحصول على درجة الماجستير في علم النبات. درست بشكل أساسي مع عالم النبات ورائد البيئة هنري تشاندلر كاولز وحصلت على شهادتها في عام 1919.

## الحياة المهنية
عند عودتها إلى كولورادو بعد درجة الماجستير تم توظيف شمول للقيام ببعض الأعمال في كولورادو التاريخية وجمعية التاريخ الطبيعي في متحف ولاية كولورادو، في البداية تركيب وفهرسة المجموعات النباتية لأليس إيستوود وإلسورث بيثيل. لا تزال المعشبة الناتجة تعتبر من أفضل المعشبات في الولاية. وذهبت لإجراء أول دراسة منهجية لحياة النبات في الجزء الجنوبي الغربي من الولاية، مشروع من شأنه أن يغذي لاحقًا أطروحة الدكتوراه. كان من أدوارها الأخرى تثقيف الجمهور حول الحياة النباتية في جبال روكي, وعملت لفترة وجيزة (1920–21) كمنسقة مساعدة لمكتب الدولة للمناجم. في عام 1925 ، كانت إحدى جماعات الضغط الرائدة لجهود تمرير تشريع يحمي زهرة الدولة، كولومبين أزرق. وظيفة كانت تتوقعها شمول أن تكون قصيرة الأجل انتهت حتى عام 1925، عندما غادر شمول بهدف الحصول على درجة الدكتوراه.
في أواخر عام 1925، سافرت شمول إلى أوروبا لزيارة الحدائق النباتية وتعلم اللغة الألمانية. عند عودتها، التحقت بجامعة شيكاغو للحصول على درجة الدكتوراه في علم النبات البيئي، دعمت نفسها بوظائف مختلفة تتراوح من تنظيف المنازل إلى إعادة كتابة كتاب علم الأحياء في المدرسة الثانوية. عملت أيضًا في المتحف الميداني للتاريخ الطبيعي وعملت كأستاذ بديل في كلية صغار محلية. في عام 1932 أصبحت أول امرأة تحصل على دكتوراه في علم النبات من جامعة شيكاغو. كان موضوع أطروحتها نباتيًا في منطقة شيمني روك جنوب غرب كولورادو.
خلال فترة الاكتئاب، لم تكن شمول قادرة على العثور على وظيفة دائمة كعالمة. في عام 1938 ، قامت ببناء مزرعة رانفيو رانش خارخ وارد، أولاً كمخيم للأطفال ثم كمزرعة للضيوف. كانت ملاصقة لمنتزه روكي ماونتن الوطني، وشمول بمثابة دليل طبيعي للضيوف في السبعينات من عمرها. قسمت شمول وقتها بين المزرعة في الصيف ومنزل في وارد بقية العام.
توفت شمول في 31 يناير 1990 عن عمر يناهز 99 عامًا. وقد تم التبرع بمعظم ممتلكاتها لأغراض الحفاظ عليها على الرغم من أن رانفيو رانش تم التبرع بها إلى كنيسة العلوم المسيحية لاستخدامها كمركز خلوة ومركز مؤتمرات. في عام 2017 ، تغيرت المزرعة مرة أخرى وأصبحت مركز تراجع لمركز روكي ماونتن إيكودارما ريتريت.

## الإرث والأوسمة
على شرف شمول جامعة كولورادو، أنشأت بولدر، زميلة أبحاث هازال شمول في ولاية كولورادو علم النبات مع التركيز على علم النبات الميداني ومفتوحة لأعضاء هيئة التدريس، الموظفين والطلاب.
نوع نادر ومعرض للخطر من بيض اللبن (المعروف أيضًا باسم نبات الجرب), استراغالوس شمولاي أو حليب فاتشول من شمول، سميت بعد شمول. ينمو فقط على شابين ميسا في حديقة ميسا فيردي الوطنية، حيث تم جمعها لأول مرة من قبل أليس إيستوود في عام 1890 وحيث أبلغها شمول ومساعدها للمرة الثانية في عام 1925. لم يتم وصفه حتى عام 1945 ، في ذلك الوقت تم تسميته بعد شمول.
توجد دفاتر شمول الشاملة في أرشيفات جمعية بولدر التاريخية.
يستخدم اختصار المؤلف القياسي شمول للإشارة إلى هذا الشخص كمؤلف عند الاستشهاد باسم نباتي.